# Grön Ungdom
Grön Ungdom (GU) bildades 1986 och är ungdomsförbundet till Miljöpartiet de gröna. 2020 hade Grön Ungdom 1 300 medlemmar.

## Ideologi
Grön Ungdom delar ideologi med resten av den gröna politiska rörelsen. Denna ideologi har sin grund i miljörörelsen, kvinno- och feministiska rörelsen, samt fredsrörelsen.
Denna ideologi baseras på tre solidariteter:
- Solidaritet med djur, natur och det ekologiska systemet
- Solidaritet med kommande generationer
- Solidaritet med världens alla människor.[3]

## Historia

### 1986–1990
Förbundet bildades den 28–30 november 1986 på Sollentunaholms herrgård utanför Stockholm där ett 60-tal unga miljöpartister samlats för att bilda förbundet.
Jacob Nittinger och Katja Wagner valdes till de första ordförandena interimt. 1987 godkände Miljöpartiets kongress Grön Ungdom som partiets officiella ungdomsförbund och Tomas Håkansson och Katja Wagner väljs till ordförande av första årsmötet, senare infördes samma språkrörssystem som Miljöpartiet de gröna. Per Ängquist valdes till förste sammankallande i förbundsstyrelsen. Samma år startades också medlemstidningen New Zine, som några nummer senare byter namn till Nisse Hult. 
Nästföljande år inrättas den första förbundsstyrelsen.

### Federationstiden 1990–1992
1990 omvandlas förbundet till en federation av självständiga lokalavdelningar, som förbinds genom rådsmöten tre gånger per år. 1992 avskaffas federationen och en mer traditionell riksorganisation inrättas.

### 1992–1999
Under 1993 avlyssnar Säpo två av Grön Ungdoms telefoner, i december 2002 kräver språkrören Zaida Catalan och Gustav Fridolin Säpo på en ursäkt. Uppgifterna om avlyssningen hittades i Säkerhetstjänstkommissionens rapport om Säpos övervakning. Säpos anledning till avlyssningen var, enligt Säkerhetstjänstkommissionens rapport att förbundet hade kopplingar till "utomparlamentariska aktivistkretsar". En medlem i Grön Ungdom misstänktes för förberedelse till sabotage mot Jas 39 Gripen.
1995 hade Grön Ungdom för första gången egna ombud till Miljöpartiet de Grönas Kongress. Samma år valdes även förbundets egen kandidat, den före detta förbundssekreteraren Ulf Holm, in i Europaparlamentet.
Under 1997 intensifierar Grön Ungdom sitt arbete med att försöka få organisationen att bygga på nätverk istället för lokalavdelningar, någonting som aldrig lyckades fullt ut.
1999 valdes Gustav Fridolin och Sofi Löfstedt till språkrör för Grön Ungdom. Ingen av dem var valberedningens förslag. Gustav Fridolin var endast 15 år gammal vid valet.

### 2000–2009
Förbundet nådde för första gången över 2000 medlemmar valåret 2002 och nådde sedermera också stora framgångar när Gustav Fridolin 2003 avgick som språkrör efter att ha kommit in i riksdagen som den då yngsta ledamoten någonsin. När han kom in i riksdagen uttalade han sig också och sade att alla ungdomsförbund borde läggas ned. Budskapet har senare delvis upprepats när dåvarande språkröret Maria Ferm under Almedalen 2009 sade att det borde vara förbundets mål att avskaffa sig själva genom att unga kan påverka på riktigt även i moderpartierna.
År 2005 valde språkröret Luka Vestergaard att ej ställa upp till omval och lämnade samtidigt Miljöpartiet i protest mot det fördjupade samarbetet med socialdemokraterna och den vid den tiden aktuella försvarsuppgörelsen. Som efterträdare valdes Alexander Chamberland (då Göteborg), i konkurrens mot bland annat Anders Wallner (Stockholm) som senare kom att bli Miljöpartiets partisekreterare. Chamberland lämnade fyra år senare Miljöpartiet och Grön Ungdom och gick med i Feministiskt Initiativ istället.
En ny symbol antogs på riksårsmötet i Göteborg 2005 och symboliserar [källa behövs] det avtryck som människor gör på jorden under sin livstid, och hur viktigt det är att detta avtryck ska vara lika enkelt att få bort som ett fotavtryck på en sandstrand där vågorna slår upp. Symbolen användes i flera år innan den antogs officiellt, anledningen torde vara [källa behövs] att det lades en motion om att Grön Ungdom skulle anta den gröna stjärnan, som ansågs vara en symbol för hela den gröna rörelsen, därför antogs istället denna symbol som man använt  många år som officiell symbol.
Efter Miljöpartiet de Grönas kongress 2005 och antagandet av Gröna Studenter som studentförbund togs även Grön Ungdom upp i partiets stadgar för att tydliggöra att Grön Ungdom är partiets officiella ungdomsförbund. Grön Ungdoms Riksårsmöte 2006 lade ned det rådgivande och politiska riksmötet Förbundsrådet.
På riksårsmötet 2008 valdes Jakop Dalunde och Maria Ferm till språkrör för Grön Ungdom och förbundet valde att göra om förbundssekreterarposten från förtroendevald till anställd. Under 2008 och 2009 profilerade sig förbundet som motståndare till den så kallade FRA-lagen och den signalspaning i kabel denna lag medger.
2009 ändrades namnet på medlemstidningen efter mer än 20 år från Nisse Hult till Avtryck men namnet blev kortlivat då den slutade ges ut efter årsmötet 2011. Under Europaparlamentsvalrörelsen 2009 stödde Grön Ungdoms Riksorganisation det tidigare språkröret Zaida Cataláns kampanj, efter beslut av förbundsstyrelsen.

### 2010–

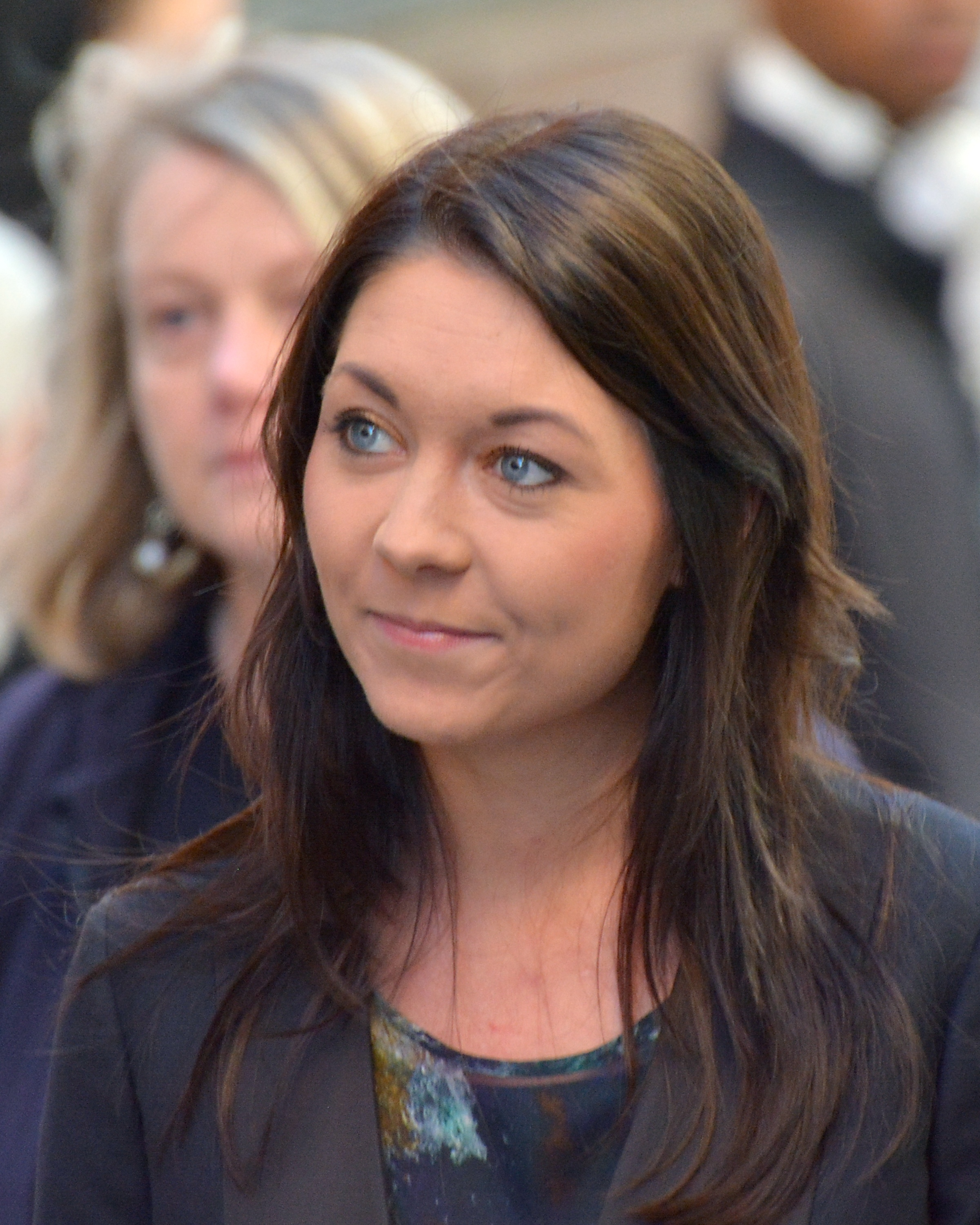
Maria Ferm, före detta språkrör för Grön Ungdom, som 2010-2019 var riksdagsledamot för Miljöpartiet och därefter statssekreterare i Statsrådsberedningen.

Under valåret 2010 var Grön Ungdoms prioriterade frågor klimat, migration och jämställdhet. Riksdagsvalet 2010 blev en stor framgång för Grön Ungdom då språkröret Maria Ferm blev inkryssad i riksdagen framför den då sittande riksdagsledamoten Karin Svensson Smith. I januari 2011 fastställdes också medlemsantalet till 4064 medlemmar, en ökning på 83 % sedan 2009. Grön Ungdom var då det procentuellt sätt snabbast växande ungdomsförbundet.
På riksårsmötet 2011 år valdes Rebecka Carlsson och Björn Lindgren till nya språkrör efter att ha blivit föreslagna till uppdragen av valberedningen. De satt båda kvar till riksårsmötet 2013 då Lorentz Tovatt och Magda Rasmusson valdes till deras efterträdare efter att Rebecka Carlsson valt att inte ställa upp för omval och Björn Lindgren efter valberedningens besked att nominera Lorentz Tovatt annonserade att han inte längre kandiderade. Hans beslut var enligt honom själv inte kopplat till valberedningens besked.
Efter en medlemsomröstning bytte Grön Ungdom 2012 logotyp till den nuvarande: ett grönt löv där förbundets namn står skrivet. 547 personer deltog i omröstningen.
Under 2013 drev Grön Ungdom en migrationskampanj som bland annat hade som mål att samla in 2000 vykort som skulle skickas till migrationsminister Tobias Billström. Budskapet i kampanjen var att alla ska vara välkomna till Sverige oavsett varför de vill komma hit.
Supervalåret 2014 prioriterade Grön Ungdom migration och klimat i EU-valrörelsen och klimat och feminism i de allmänna valen. Kongressombuden fick på Miljöpartiets årliga kongress in att ett kapitel i partiprogrammet som döptes till feminism istället för jämställdhet och att feminism blev en femte prioriterad fråga för Miljöpartiet i valrörelsen. Grön Ungdom anordnade bland annat en festivalturné där de kampanjade på festivaler. Förbundet tredubblade sitt medlemsantal under året. 
Under 2015 valdes klimat och feminism som prioriterade frågor av riksårsmötet.

### Politiska programmet
På riksårsmötet 2016, 30 år efter bildandet, antog Grön Ungdom sitt första egna politiska program, "Där gröna idéer föds". Tidigare följde Grön Ungdom Miljöpartiets partiprogram. Programmet arbetades fram av 13 stycken arbetsgrupper som tog fram varsitt förslag på kapitel. Programmet har möjlighet att revideras på varje riksårsmöte. Det första kapitlet har rubriken "grön ideologi" och där talas bland annat om att "gröna vägen blir en balansgång mellan friheten från statlig styrning, och viljan att med politikens verktyg frigöra människor från snäva sociala ordningar." Det sägs också att det som utmärker den gröna ideologin är att den är "sant altruistisk" och att samhället drivs av människors kreativitet, snarare än marknadskonkurrens eller klasskamp. Därefter följer följande kapitel: arbete, ekonomi, välfärd, utbildning, miljö och klimat, staden, landsbygden, feminism, lika möjligheter, demokrati, migration samt världen.
Se även: Miljöpartiet de Grönas historia

## Priser och utmärkelser
2000 belönades Grön Ungdom tillsammans med Sveriges socialdemokratiska ungdomsförbund, Ung Vänster, Liberala ungdomsförbundet, Moderata ungdomsförbundet och Centerpartiets ungdomsförbund med Regnbågspriset.

## Organisation

### Medlemmar
Antalet bidragsgrundande medlemmar var (2024) 1 808 personer enligt förbundsstyrelsens verksamhetsberättelse 2024/2025.
Till och med det år man fyller 26 blir man även automatiskt ansluten till moderpartiet men behöver inte betala någon avgift dit. Det finns ingen undre åldersgräns för medlemskap men ett övre tak på 28 år. Därefter får man endast vara stödmedlem.

### Språkrör och ordförande
Grön Ungdom har två språkrör liksom sitt moderparti Miljöpartiet, men till skillnad från Miljöpartiet kan båda Grön Ungdoms språkrör vara kvinnor. Detta hade dock aldrig varit fallet förrän år 2022. Grön Ungdoms språkrör är sedan år 2025 Hanna Lindqvist tillsammans med Anton Bylin.

#### Ordförande
- 1987–1988: Tomas Håkansson och Katja Wagner
- 1988–1989: Håkan Wåhlstedt och Katja Wagner
- 1989–1994: ingen ordförande
- 1994–1996: Yvonne Ruwaida

Mellan 1989 och 1994 saknade Grön Ungdom ordförande. Ordförandeposten avskaffades i samband med federationstiden och återinfördes först inför valet 1994.

#### Språkrör
- 1996–1999: Maria Wetterstrand och Paulo Silva
- 1999–2001: Sofi Löfstedt och Gustav Fridolin
- 2001–2003: Zaida Catalán och Gustav Fridolin
- 2003–2005: Zaida Catalán och Luka Vestergaard
- 2005–2006: Elina Åberg och Alexander Chamberland
- 2006–2008: Ellinor Scheffer och Alexander Chamberland
- 2008–2011: Maria Ferm och Jakop Dalunde
- 2011–2013: Rebecka Carlsson och Björn Lindgren
- 2013–2016: Magda Rasmusson och Lorentz Tovatt
- 2016–2017: Hanna Lidström och Mårten Roslund
- 2017–2019: Hanna Lidström och Axel Hallberg
- 2019–2022: Aida Badeli och David Ling[16]
- 2022–2023: Aida Badeli och Rebecka Forsberg
- 2023–2025: Rebecka Forsberg och Leon Mc Manus[15]
- 2025–: Hanna Lindqvist och Anton Bylin[15]

### Förbundsstyrelsen
Det högst beslutande organet mellan riksårsmötena är förbundsstyrelsen (FS). Denna grupp har till uppdrag att förvalta Grön Ungdom praktiskt och politiskt. På riksårsmötet fastställer medlemmarna styrdokumenten "budget" och "verksamhetsplan" som vägleder förbundsstyrelsen i förvaltningen. Förbundsstyrelsen består av 7-13 personer inklusive språkrören och sammanträder minst fyra gånger per år. 

#### Förbundssekreterare
Rollen som förbundssekreterare infördes 1987 och avskaffades 2011. 2019 infördes den igen och ersatte då rollen som sammankallande i förbundsstyrelsen. Förbundssekreteraren har som uppgift att "leda förbundet organisatoriskt samt att leda styrelsens och kansliets arbete" och är ordinarie ledamot i styrelsen.
- 1987–1988 Christer Öhgren
- 1988–1993 Ulf Holm
- 1993–1994 Ulrika Sandén
- 1994–1996 Josefina Syssner (då Gustavsson)
- 1996–1997 Johan Lindblad
- 1997–1999 Teresia Ställborn (omvaldes på årsmötet 1999, men avgick senare samma år, varefter posten var vakant)
- 2000–2003 Helene Sigfridsson (var tjänstledig sista halvåret, varpå Ellinore Cefalk, då Sigfridsson, vikarierade som kanslichef)
- 2003–2005: Henrik Dahlström
- 2005–2007: Anneli Rannamaa
- 2007–2008: Anna Johansson
- 2008–2011: Linnea Haglund
- 2019–2021: Lucas Henriksson
- 2021–2023: Lovisa Berglund
- 2023–2024: Linn Borseman
- 2024–: Anna Nilsson Örnestrand[18]

#### Sammankallande i förbundsstyrelsen
- 1986–19?? Per Ängquist
- 199?–199? Josefina Syssner (då Gustavsson)
- 1995–1997 Niclas Malmberg
- 1998–1999 Nicklas Attefjord
- 1999–1999 Mattias From
- 1999–2000 Paul Eskilsson
- 2000–2001 Elin Lundkvist
- 2001–2002 Lage Rahm
- 2002–2003 Daniel Bergvall
- 2003–2005 Tomas Melin
- 2005–2007 Max Reijer
- 2007–2008 Martin Wikner
- 2008–2008 Linnea Haglund
- 2008–2008 Agnes Sandstedt
- 2008–2011 Fredrik Frangeur
- 2011–2013 Malin Hjalmarsson
- 2013–2015 Anders Lindell
- 2015–2017 Carolina Bruseman
- 2017–2019 Sandra Fogelberg

### Kongressombud
Grön Ungdoms kongressombud väljs av årsmötet och deras uppgift är att verka i enlighet med förbundets vilja på Miljöpartiet de Grönas årliga kongress. Kongressombuden väljs för varje år och arbetar formellt på uppdrag av riksårsmötet.

### Internationella utskottet
Det internationella utskottet utsågs fram till riksårsmötet 2013 av förbundsstyrelsen men väljs sedermera av riksårsmötet. Utskottet ansvarar för Grön Ungdoms internationella relationer, politikutveckling på området och att anordna aktiviteter med internationell relevans som förbundets medlemmar kan delta i (t.ex. utbildningar, föreläsningar, studiebesök, kampanjer m.m.). Internationella utskottet leds av förbundets internationella sekreterare, som också är utrikespolitisk- och försvarspolitik talesperson för förbundet, och tidigare adjungerad till, men sedan riksårsmötet 2020 även ledamot i förbundsstyrelsen. 

#### Internationell sekreterare
- 2017–2020: Wanja Kaufmann
- 2020–2022: Nick Doggen[16]
- 2022–2023: Alma Gunnarsson[19]
- 2023–2025: Tove Ljungberg Haasum[20]
- 2025–: Nora Axberg

### Distrikt
Grön Ungdom består av distrikt och lokalavdelningar. Distrikten täcker upp större ytor i landet och är tänkta att möjliggöra samarbete och kommunikation mellan lokalavdelningar. Lokalavdelningarna är mindre avdelningar som är kopplade till en eller ett par närliggande kommuner. Medlemsföreningar infördes i stadgarna efter riksårsmötet 2012 och fungerade som rikstäckande intresseföreningar, men avskaffades igen på riksårsmötet 2017.
Dalarna: Språkrör Amelia Sporre
Jönköping: Språkrör Nathanael Rosengren
Stockholm: Språkrör Árdís Modén och Pauline Lidén
Syd: Språkrör Hedvig Fornander och Laban Thelaus
- Helsingborg
- Landskrona
- Lund
- Malmö
- Ängelholm

Uppsala: Språkrör Samuel Ross och Noomi Wirén
Väst: Språkrör Mathilda Palm
- Fyrbodal (vilande)
- Halland
- Sjuhärad
- Skaraborg
- Storgöteborg
- Värmland

Västerbotten
- Umeå

Örebro: Språkrör Daniel Käller
Östergötland
- Linköping

## Riksårsmöten, förbundskonferenser, förbundsråd och Grönt forum

### Riksårsmötet
Varje år hålls riksårsmötet (RÅM) som är förbundets högsta beslutande organ. Där väljs organisationens förtroendevalda och de övergripande styrdokumenten fastslås. En valberedning lägger inför årsmötet förslag på vilka som ska väljas till förtroendeuppdrag. På riksårsmötet 2013 valde medlemmarna att rösta för införandet av ett ombudssystem där regionerna (sedermera kallade distrikt) har rätt att skicka ombud till årsmötet.
Riksårsmöten:
- 1995 - Lund
- 1996 - Östersund
- 1997 - Linköping
- 1998 - Göteborg
- 1999 - Tensta, Stockholm
- 2000 - Umeå
- 2001 - Göteborg
- 2002 - Nacka
- 2003 - Lund
- 2004 - Norrköping
- 2005 - Göteborg på Hvitfeldtska gymnasiet
- 2006 - Vadstena
- 2007 - Malmö
- 2008 - Örebro
- 2009 - Göteborg på Hvitfeldtska gymnasiet
- 2010 - Stockholm på Globala gymnasiet
- 2011 - Norrköping på Arbetets museum
- 2012 - Enköping på Westerlundska Gymnasiet
- 2013 - Katrineholm på Duveholmsgymnasiet
- 2014 - Skövde på Västerhöjdsgymnasiet
- 2015 - Haninge, Stockholm på Fredrika Bremer-gymnasiet
- 2016 - Borås i kommunfullmäktigehuset
- 2017 - Västerås i Västerås stadshus
- 2018 - Kalmar på Jenny Nyströmsskolan
- 2019 - Lund på Polhemskolan
- 2020 - Borås i kommunfullmäktigehuset
- 2021 - Digitalt (pga pandemin)
- 2022 - Digitalt (pga pandemin)
- 2023 - Lund på Polhemskolan
- 2024 - Uppsala på Ekonomikum

### Förbundskonferensen
Förbundskonferensen ägde rum varje höst fram tills den avskaffades vid riksårsmötet 2023 och bestod av ett mindre antal ombud än på Riksårsmötet. Förbundskonferensen beredde de organisatoriska förslag som skulle läggas fram på riksårsmötet. 
- 2016 - Stockholm
- 2017 - Stockholm
- 2018 - Stockholm
- 2019 - Stockholm
- 2020 - Digitalt
- 2021 - Digitalt
- 2022 - Digitalt

### Förbundsråd
- 1994 - Uppsala
- 1995 - Kungsbacka
- 1996 - Karlstad
- 1997 - Örebro
- 1998 - Hässleholm
- 1999 - Uppsala
- 2000 - Tomelilla
- 2001 - Linghem
- 2002 - Falun
- 2003 - Karlskrona
- 2005 - (1) Näsåker inför Miljöpartiet de Grönas kongress 2005
- 2005 - (2) Eskilstuna inför Miljöpartiet de Grönas kongress 2006
- Förbundsrådet avskaffades på riksårsmötet 2006

### Grönt Forum
- 2009 - Eskilstuna på S:t Eskils gymnasium
- 2010 - Lund
- 2011 - Göteborg
- 2012 - Falun
- 2013 - Stockholm
- Efter år 2013 har inga Grönt Forum hållits.